# Frogs de Legnano
Stade
Maillots
Champion 1984, 1987, 1988, 1989, 1994, 1995
Les Legnano Frogs est un club italien de football américain basé à Legnano.

## Palmarès
- Champion d'Italie : 1984, 1987, 1988, 1989, 1994, 1995
- Vice-champion d'Italie : 1990, 1997, 1998
- Champion d'Europe (Eurobowl) : 1989
- Vice-champion d'Europe (Eurobowl) : 1990